# Apeba isabellina
Apeba isabellina là một loài bọ cánh cứng trong họ Cerambycidae.